# Lev Sternberg
Lev (Jaim-Leiba) Yakovlevich Sternberg en ruso: Лев (Хаим-Лейб) Я́ковлевич Ште́рнберг (Zhytomyr, Ucrania, 4 de mayo de 1861, - Dudergof, actualmente Mozhaiskii, Rusia, 14 de agosto de 1927) fue un etnógrafo, que estudió a los Nivjis, Oroks y Ainus en Sajalín.
Fue un activista de los movimientos sociales judíos y marxista entusiasta. Estudió Física y Matemáticas en la Universidad de San Petersburgo. Posteriormente se graduó en Leyes en la Universidad de Novorossisk.
Ingresó a la organización socialista revolucionaria Naródnaya Volia (La Voluntad del Pueblo) y editó la publicación Vestnik Narodnoi Voli (El Heraldo). Fue arrestado por las autoridades rusas el 27 de abril de 1886 acusado de formar parte de una organización terrorista contra el Zar. Fue enviado por tres años a una cárcel de Odessa. Lev Sternberg fue desterrado luego a la Colonia Penal de Sajalín con una sentencia de 10 años de prisión. Fue deportado desde Odessa en el barco Peterburg el 19 de marzo de 1889 y llegó a Port Aleksandrovsk, en Sajalín, el 19 de mayo de 1889.
Sternberg preocupó a las autoridades por su activismo político entre los prisioneros y en lucha por los derechos de los pueblos indígenas de la isla. Fue enviado entonces a la remota comunidad de Viajtu, 100 km al norte de Port Aleksandrovsk, donde realizó su trabajo de campo con los Nivjis, Oroks y Ainu de Sajalín. Entre 1895 y 1897 el Museo Americano de Historia Natural lo contrató para continuar estos estudios. Cuando retornó fue sometido a arresto domiciliario por 5 años. Era ya una importante figura de la Antropología.
Participó en los Congresos de Americanistas de 1906, 1908 y 1912. Conjuntamente con Vladimir Bogoraz organizó el primer Centro Etnográfico Ruso en la Universidad de San Petersburgo, después de la revolución rusa de 1917. A partir de 1918 fue profesor de Etnología y desempeñó importantes cargos académicos. Asistió al Congreso del Pacífico en Tokio en 1926.